# Weihen (Gattung)
Die Weihen (Circus) sind eine Greifvogelgattung aus der Familie der Habichtartigen (Accipitridae). Weihen (Singular: die Weihe, veraltend auch der Weih; von mittelhochdeutsch wîe bzw. althochdeutsch wīo, ursprüngliche Bedeutung möglicherweise: „Jäger“) sind mittelgroße Greifvögel, die sich durch eine schlanke Silhouette und lange, breite Flügel auszeichnen. Das Verbreitungsgebiet der Gattung erstreckt sich von der subpolaren Holarktis bis nach Ozeanien und Südamerika. Weihen bewohnen offene, weitflächige Lebensräume, in denen sie kleine Nagetiere und Vögel im Gaukelflug erbeuten. Die gesamte Gattung Circus zeichnet sich durch ihren grazilen Balzflug aus, bei dem das Männchen um das Weibchen wirbt. Bei einigen Weihen paaren sich die Männchen polygyn mit mehreren Weibchen gleichzeitig. Fast alle Arten brüten in Bodennestern, wobei das Männchen das brütende Weibchen und die Jungen mit Nahrung versorgt.
Die Gattung Circus wurde 1799 von Bernard de Lacépède aufgestellt und ist evolutionsgeschichtlich relativ jung. Sie entwickelte sich wahrscheinlich zwischen dem späten Miozän und dem Pliozän aus einem waldbewohnenden Vorfahren, der in die damals weltweit entstehenden Grassteppen vorstieß. Phylogenetisch steht sie innerhalb der Habichte und Sperber (Accipitrinae). Innerhalb der Weihen lassen sich grob zwei Gruppen unterscheiden, die sich ökologisch auf Steppen- beziehungsweise Feuchtlandhabitate spezialisiert haben. Während früher rund acht Arten der Weihen unterschieden wurden, geht die Tendenz in letzter Zeit dazu, die Gattung in 15 bis 16 rezente Arten zu teilen. Hinzu kommen zwei ausgestorbene Arten aus Hawaii und Neuseeland.

## Merkmale

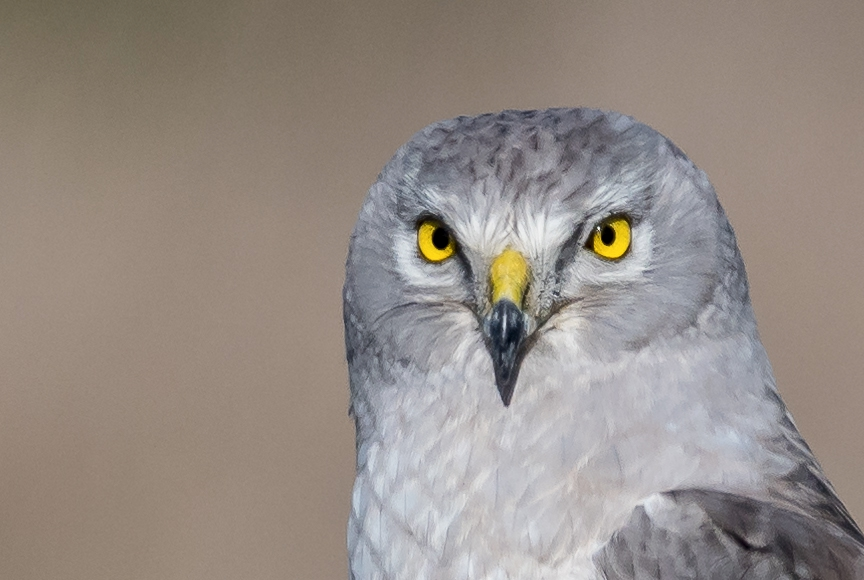
Hudsonweihe (C. hudsonius) ♂. Der gattungstypische Gesichtsschleier ist als Federkranz um die Augen erkennbar.

Weihen sind mittelgroße Greifvögel von 39–61 cm Körperlänge und einer Flügelspannweite von 90–155 cm. Sie zeichnen sich vor allem durch ihren schlanken Körperbau, ihre langen und breiten Flügel sowie lange Beine aus. Wie viele andere Greifvögel zeigen Weihen einen deutlichen Geschlechtsdimorphismus, bei dem die Weibchen einer Art größer und schwerer als die Männchen werden. Dieser Unterschied variiert von Art zu Art; er ist vor allem bei auf Singvögel spezialisierten und sehr kleinen Arten besonders ausgeprägt. Die Art mit dem größten Dimorphismus ist die südamerikanische Weißbrauenweihe (C. buffoni), deren Weibchen im Schnitt 42 % schwerer als die Männchen werden. Am geringsten fällt der Unterschied bei der Mangroveweihe mit 26 % aus. Die Männchen der kleinsten lebenden Art, der Steppenweihe (C. macrourus), erreichen Flügellängen von 310–356 mm, ihre Artgenossinnen von 345–393 mm. Die nur wenig größere Wiesenweihe (C. pygargus) ist mit 227–305 (Männchen) beziehungsweise 254–445 g (Weibchen) die leichteste Art. Am anderen Ende des Spektrums liegen die Weißbrauenweihe mit 370–458 (Männchen) beziehungsweise 375–484 mm (Weibchen) Flügellänge als langflügeligste sowie die Sumpfweihe (C. approximans) mit 520–740 (Männchen) beziehungsweise 700–1100 g (Weibchen) als schwerste Weihe. Die ausgestorbene hawaiianische Waldweihe (C. dossenus) wurde allerdings noch kleiner als alle heute lebenden Arten, während die ebenfalls ausgestorbene neuseeländische Eyles-Weihe (C. teauteensis) wohl rund vier Mal so schwer wie rezente Sumpfweihen wurde. Beide ausgestorbenen Arten zeichneten sich durch im Verhältnis kürzere, runde Flügel aus, die sie wohl deutlich vom Rest der Gattung abhoben.

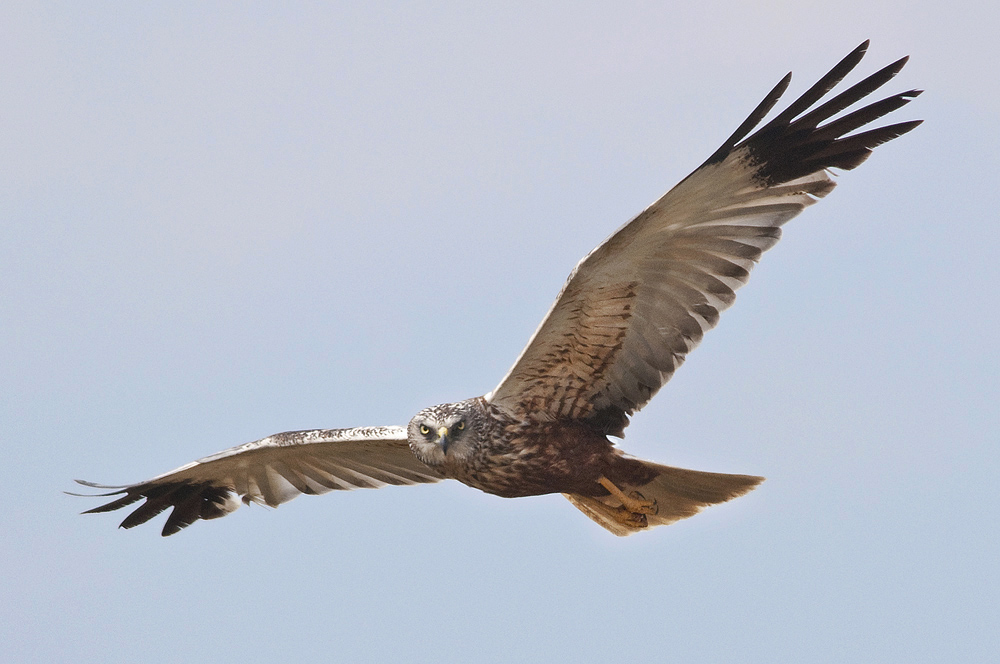
Rohrweihe (C. aeruginosus) ♂. Die zu einem flachen V gestellten, langen, rechteckigen Flügel zeichnen die Weihen im Flug aus.

Die Gefiederzeichnungen der einzelnen Circus-Arten unterscheiden sich teils nur in Nuancen, einige Arten heben sich aber auch deutlich vom Rest der Gattung ab. Je nach Art besteht auch in der Färbung oft ein ausgeprägter Dimorphismus zwischen den Geschlechtern, teilweise – vor allem bei tropischen Arten – sind Weibchen und Männchen allerdings auch gleich gefärbt. Das Farbspektrum der Weihen setzt sich vor allem aus schwarzen, weißen, braunen und grauen Farbtönen zusammen. Für die meisten Arten lässt sich ein Grundmuster ausmachen, das aus einer dunkelbraunen Oberseite,  eine auf hellerem Grund von der Brust abwärts gestrichelte Unterseite sowie einer radial gestrichelten Gesichtsmaske zusammensetzt. Es tritt vorwiegend bei weiblichen Weihen sowie als Jugendkleid auf; bei adulten Tieren und vor allem Männchen zeigt sich dagegen mehr Variation. Eine relativ große Gruppe von trockenlandbewohnenden Arten zeichnet sich im männlichen Gefieder durch ein Grundmuster mit aschgrauer Oberseite aus, die durch eine unterschiedlich gefärbte Unterseite ergänzt wird.
Charakteristisch für die gesamte Gattung ist der Gesichtsschleier, der dem der Eulen (Strigiformes) ähnelt und aus einem Kranz steifer Federn um die Augen besteht. Er verstärkt die Hörleistung der Tiere, deren Schädel im Vergleich mit anderen Greifvögeln relativ große Ohrlöcher aufweist. Rund um den Schnabel weisen alle Circus-Arten gut entwickelte Schnabelborsten auf. Alle Weihen zeigen zumindest im Jugendkleid eine mehr oder weniger ausgeprägte Strichelzeichnung auf der Körperunterseite, die sich aber bei einem großen Teil der Gattung im Adultkleid verliert. Tüpfel- (Fleckenweihe) und Sperberzeichnungen (Grauweihe) stellen die Ausnahme dar. Wachshaut und Beine sind bei allen Arten gelb gefärbt. Bei adulten Vögeln ist die Iris der Augen in aller Regel gelb, Jungtiere zeigen oft noch eine braune Iris.
Im Feld fallen Weihen durch ihr Flugbild auf. Häufig fliegen sie auf Suche nach Beute im langsamen, taumelnden Gaukelflug in nur wenigen Metern Höhe über der Vegetation und blicken währenddessen Richtung Erdboden. Die Flügel sind dabei zu einem steifen, flachen V gestellt. Phasen des Gleitflugs werden von Flügelschlag unterbrochen; kurz bevor die Vögel zuschlagen, rütteln sie oft kurz auf der Stelle. Während der Balzzeit stellen männliche Weihen kunstvolle Flugmanöver zur Schau. Dabei steigen sie zirkelnd in große Höhe auf und vollführen dort parabelartige Auf- und Abschwünge entlang einer horizontalen Linie, wie sie auch von anderen Greifvögeln bekannt sind. Einzigartig sind dagegen die waghalsigen Sturzmanöver, die bei einigen Weihenarten an den horizontalen Flug anschließen und an ein herabfallendes Blatt erinnern.  Vor allem im Flug sind der schlanke Körperbau und die proportional sehr langen Flügel und Schwanzfedern zu erkennen.

## Verbreitung und Wanderungen

Brutverbreitung der lebenden und ausgestorbenen Circus-Arten. Fast alle Weihen kommen sympatrisch mit Gattungsgenossen vor, wobei die größte Artenvielfalt in Europa auftritt.

Weihen sind mit Ausnahme der Antarktis auf allen Kontinenten verbreitet und haben im Lauf ihrer Entwicklungsgeschichte auch abgelegene Inseln wie Hawaii oder Neuseeland erreicht. Das größte Verbreitungsgebiet hat die Kornweihe (C. cyaneus), deren Brutgebiete von der Iberischen Halbinsel bis nach Kamtschatka reichen. Die Réunionweihe (C. maillardi) hat hingegen das kleinste Verbreitungsgebiet aller Weihen, das nur die 2507 km² große Insel Réunion umfasst. Die Brutgebiete von Korn- und Hudsonweihe (C. hudsonius) stoßen bis an den Polarkreis vor. Nach Süden hin reichen die Brutvorkommen der Gattung in Nordamerika und Eurasien bis in die Steppen- beziehungsweise Präriegürtel und werden weitgehend von den an sie anschließenden Wüsten und Halbwüsten begrenzt. Auf der Südhalbkugel kommt die Grauweihe (C. cinereus) bis nach Patagonien vor. Mit fünf Angehörigen der Gattung weist Eurasien die größte Vielfalt an Arten auf. Auffällig ist das weitgehende Fehlen der Gattung in den Subtropen der Nordhalbkugel: Weder Mittelamerika noch weite Teile Nordafrikas und Südasiens werden von Weihen als Brutgebiete genutzt. Die größte Artenvielfal weist die Alte Welt mit rund 13 Arten auf, von denen wiederum sechs in Eurasien vorkommen. Afrika südlich der Sahara beheimatet vier,  Australien und Ozeanien je nach Artabgrenzung zwei bis drei Arten. In der Neuen Welt kommt lediglich die Hudsonweihe in Nordamerika vor, während Südamerika von Grau- und Weißbrauenweihe bewohnt wird. Fast alle Weihen kommen in großen Teilen ihrer Brutgebiete und Winterquartiere sympatrisch mit anderen Arten der Gattung vor.
Alle Circus-Arten der Nordhalbkugel zeigen Zugverhalten. Im Herbst ziehen die westlichen Vorkommen von Wiesen-, Korn-, Rohr- und Steppenweihe nach Südeuropa, den Nahen Osten und Afrika, während die östlicheren Vorkommen der Arten in Indien und Südostasien überwintern. Ostasiatische Weihen ziehen über den Winter nach Südchina, auf die Thai-Malaiische Halbinsel, nach Indonesien und auf die Philippinen. Die nördlichen Vorkommen der nordamerikanische Hudsonweihe ziehen nach der Brutsaison über die südlichen USA und Mexiko bis nach Südamerika. Allerdings ziehen bei einigen Arten nicht alle Vögel in den Süden. So verbleiben etwa viele südlichere Brutvorkommen von Rohr- und Hudsonweihe das ganze Jahr über an ihrem Standort oder verstreichen nur geringe Distanzen. Ausschlaggebend ist dafür vor allem das unterschiedliche Nahrungsangebot im Winter. Weiter südlich sind die Wanderungsbewegungen weniger saisonal und geografisch ausgeprägt. Während die Weißbrauenweihe und die Sumpfweihe im Winter in relativ Großer Zahl Richtung Äquator ziehen, verstreichen Mohren-, Grau- und Fleckenweihe außerhalb der Brutzeit eher.

## Lebensraum
Fast alle Weihen sind auf offene Lebensräume spezialisierte Greifvögel. Die einzigen Ausnahmen bilden die ausgestorbenen Weihen Hawaiis und Neuseelands, die sich wieder zu Waldbewohnern entwickelt haben. Die Gattung zerfällt grob in zwei ökologische Gruppen: Bewohner arider und semiarider Steppenökotope mit kurzer, spärlicher Vegetation sowie an feuchte, häufig mit hohem Ried bewachsene Habitate angepasste Arten. Beide Habitatkategorien zeichnen sich durch das weitgehende Fehlen von Bäumen aus. Zwar bevorzugen die meisten Weihen flaches Gelände, einige Arten wie Réunion- oder Papuaweihe nutzen aber auch Hangflächen zur Jagd und für die Brut.
Die Brutgebiete der Gattung Circus reichen von Marschen und Lagunen auf Meereshöhe bis auf Höhenlagen von einigen Tausend Metern bei Hochlandbewohnern wie Mohren- und Papuaweihe. Jagdgebiete reichen dabei in aller Regel höher als die Bruthabitate. Vor allem die Gruppe der Feuchtland bewohnenden Weihen ist durch die weltweite Trockenlegung und landwirtschaftliche Nutzbarmachung von Marschen, Rieden und Sümpfen bedroht. Aber auch trockene Lebensräume wie Magerrasen, Heiden und Savannen sind in vielen Regionen im Rückgang begriffen, wodurch sich für die dortigen Bestände von Weihenarten eine Gefährdung ergibt. Die beiden ausgestorbenen Weihenarten verschwanden allerdings in Folge der Neubesiedlung ihrer Insellebensräume durch den Menschen, ihn begleitende Neozoen und die Rodung von Waldhabitaten.

## Ernährung

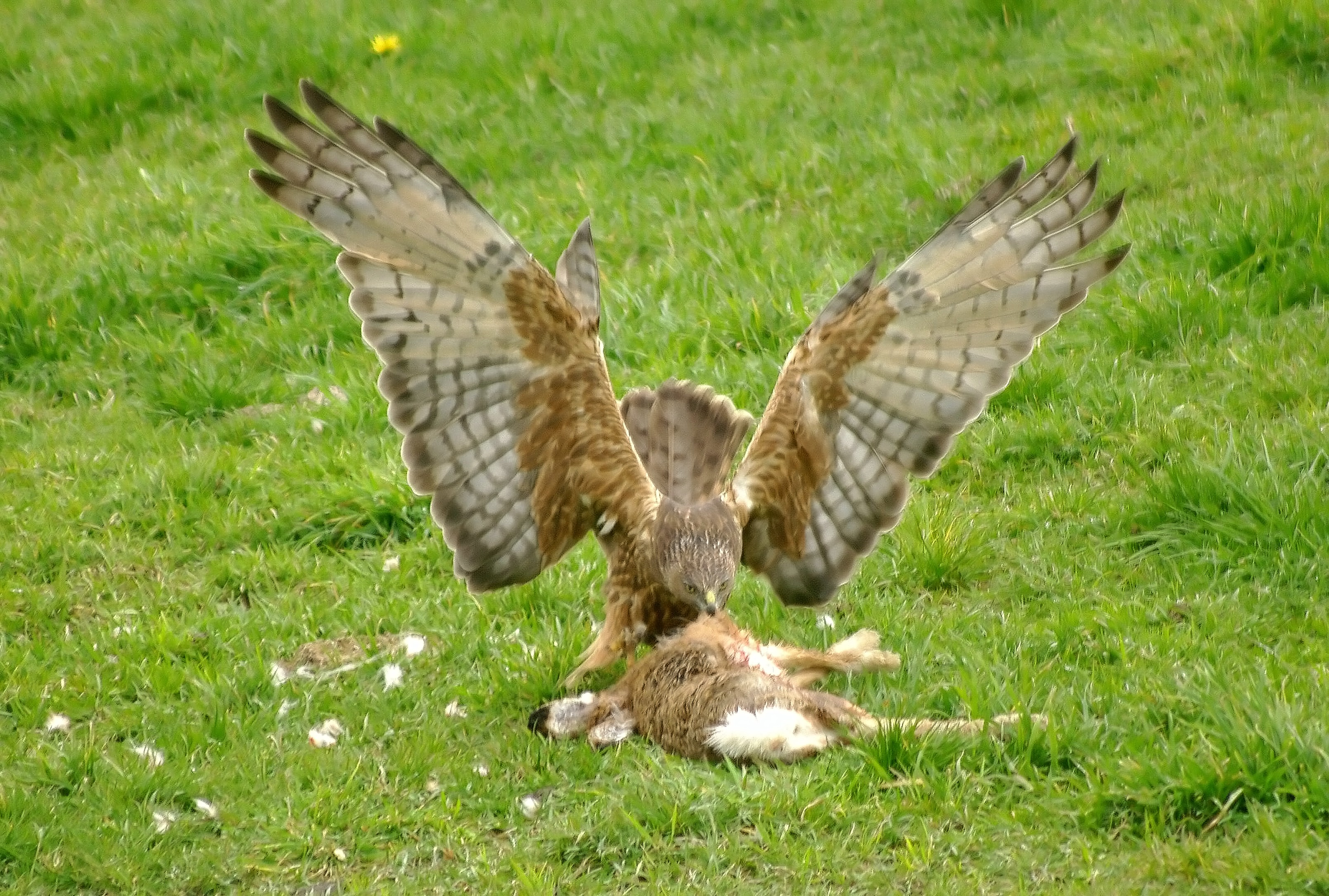
Sumpfweihe mit erbeutetem Feldhasen

Die Nahrung von Weihen setzt sich vorwiegend aus Kleinsäugern, (vor allem bodenbewohnenden) Vögeln und anderen kleinen Wirbeltieren zusammen. Der jeweilige Anteil in der Nahrung variiert dabei von Art zu Art und oft auch zwischen den Geschlechtern. Die kleineren Männchen und leichtere Arten wie die Wiesenweihe erbeuten vorwiegend Vögel, teils sogar im Flug. Die schwereren Weibchen und kräftigere Weihen wie etwa die Sumpfweihe tendieren zu größeren Säugern, die die Größe von Kaninchen erreichen können.

## Systematik und Taxonomie
Die Gattung Circus wurde, verglichen mit anderen weit verbreiteten Gattungen spät beschrieben. Zwar beschrieb Carl von Linné schon in der zehnten Ausgabe seiner Systema Naturae von 1758 die Rohrweihe als Falco aeruginosus und die Wiesenweihe als Falco pygargus. Aber erst 1799 stellte Bernard Germain Lacépède für die Weihen die eigenständige Gattung Circus auf. Der von ihm gewählte Gattungsname, lateinisch für „Kreis“ oder „Ring“, wurde von Lacépède wahrscheinlich in Anspielung auf den Balzflug der Vögel gewählt. Die Zahl der Weihenarten blieb lange Zeit im Fluss. Das lag vor allem daran, dass die Abgrenzung zwischen ihnen umstritten war und sich Artkonzepte im Laufe des 20. Jahrhunderts wandelten. Einflussreich war dabei vor allem Erwin Stresemanns Abhandlung über den Formenkreis der Rohrweihe von 1924. Insgesamt wurden bis in die 1970er acht lebende Weihenarten gezählt: Kornweihe, Wiesenweihe, Steppenweihe, Elsterweihe, Kapweihe, Fleckenweihe, Weißbrauenweihe und die Rohrweihe, die alle Feuchtlandformen umfasste. Hinzu kam die ausgestorbene Eyles-Weihe, die Ende des 19. Jahrhunderts in Neuseeland entdeckt worden war, aber kaum in die Betrachtung der Gattung mit einbezogen wurde. Ebel Nieboer, der über die morphologischen Unterschiede der Weihen promovierte, löste die Froschweihe 1973 aus dem Rohrweihen-Komplex heraus und bezifferte die Zahl der Arten damit auf neun. Ende der 1980er erhöhten Dean Amadon und John Bull auf zwölf Arten, indem sie auch die Feuchtlandweihen des Indischen Ozeans (maillardi), Ostasiens (spilonotus) sowie Australiens und Ozeaniens (approximans) als jeweils eigenständige Arten aus Stresemanns Formenkreis herauslösten. Darin zeichnete sich ein genereller Trend vom „Lumper“-Ansatz, der ähnliche Arten tendenziell zusammenfasste, zu einer „Splitter“-Herangehensweise ab, die eigenständige Arten vorzieht. Gleichwohl blieben die neuen Arten lange Zeit umstritten und wurden in vielen Übersichtswerken bis zum Ende des 20. Jahrhunderts noch in sehr unterschiedlichen Kombinationen zusammengefasst. 1991 wurde Circus dossenus aus hawaiianischen Fossillagerstätten beschrieben. Mit Robert Simmons’ Monografie über die Gattung von 2000 sowie James Ferguson-Lees’ und David Christies umfangreichen Raptors of the World wurden schließlich Gattungskonzepte zementiert, die genetische, morphologische und ökologische Unterschiede zwischen den verschiedenen Weihen betonten und die Zahl der Arten weiter erhöhten. Simmons trennte Hudson- und Kornweihe sowie Madagaskar- und Réunionweihe voneinander und stellte die Papuaweihe als eigene Art C. spilothorax auf; er kam damit auf insgesamt 16 rezente Arten. Ferguson-Lees und Christie schlossen sich Simmons nicht gänzlich an, nahmen aber viele seiner Argumente auf und unterschieden 13 Weihenarten. Das Handbook of the Birds of the World zählt in Anlehnung an Simmons aktuell 16 Weihenarten. Hinzu kommen die beiden ausgestorbenen Arten Neuseelands und Hawaiis.
Morphologische Systematiken stellten die Weihen lange Zeit mit den Höhlenweihen (Polyboroides) und der Sperberweihe (Geranospiza) in eine gemeinsame Unterfamilie Circinae, deren gemeinsames Merkmal vor allem in langen Beinen bestand. Bereits frühe DNA-Analysen deuteten jedoch auf eine nahe Verwandtschaft zu den Habichten und Sperbern hin. Das war eine einigermaßen überraschende Erkenntnis, weil sich diese kurzflügelige und waldbewohnende Gattung im Aussehen und ihrer Ökologie stark von den Weihen abhebt. Der Befund wurde jedoch über die Jahre erhärtet und verfeinert. Nach jüngsten Analysen gehört Circus zur Unterfamilie Accipitrinae und ist besonders nahe mit dem Salvadorihabicht (Megatriorchis doriae) aus Neuguinea und mit der Gattung Astur, zu der der Habicht (Astur gentilis) und acht weitere Arten gehören, verwandt.
Die molekulargenetischen Untersuchungen legen nahe, dass sich die Weihen zwischen dem späten Miozän und dem frühen Pliozän (6–8 mya) aus einem habichtähnlichen Vorfahren entwickelten, als dieser in die C4-Grassteppen vorstieß, die sich damals über die Welt ausbreiteten. Die Weihen diversifizierten sich rasch und besiedelten die gleichen Regionen oft in verschiedenen Radiationen, was unter anderem erklärt, warum heute so viele Arten gemeinsam vorkommen. Neben Lebensraumveränderungen scheint auch die Winterwanderung eine Rolle in der Diversifikation gespielt haben: Nördliche Arten sind in der Regel am nächsten mit Arten verwandt, die dort brüten, wo erstere überwintern. Die Weihen zerfallen demnach grob in zwei Kladen, wobei die Stellung der Weißbrauenweihe unsicher ist. Entweder bildet sie mit der Wiesenweihe und dem Rohrweihen-Komplex die Schwestergruppe der restlichen trockenlandbewohnenden Weihen oder sie steht ganz am Ursprung des Circus-Stammbaums, womit sie sich als erste vom Rest der Gattung getrennt hätte. Mit Ausnahme der Wiesenweihe sind alle grauen Trockenlandarten eng miteinander verwandt. Die basale Stellung der Fleckenweihe in dieser Gruppe legt nahe, dass sie sich im Pliozän (2,2–5,5 my) in Australien entwickelt und von dort verbreitet hat. Umgekehrt scheint die Schwestergruppe rund um die Rohrweihe der Nordhalbkugel zu entspringen. Falls die Weißbrauenweihe zu dieser Klade gehört, hat sie sich vermutlich ebenfalls bereits im Pliozän abgespalten. Die Verwandtschaftsverhältnisse im Rohrweihen-Komplex untermauern sowohl Stresemanns konservative Systematik als auch die stärker differenzierenden Darstellungen der jüngeren Zeit: Alle postulierten Arten lassen sich genetisch voneinander unterscheiden, die Unterschiede sind jedoch oft nur verschwindend gering. So trennen die Mangrove-, Madagaskar- und Réunionweihe nur zwischen 100.000 und 300.000 Jahre. Ähnlich nah verwandt sind Sumpf- und Papuaweihe. Während bei ersterer Gruppe geographische Distanz, morphologische Unterschiede und verschiedene Ökologien für eine Trennung sprechen, legt die Nähe von Papua- und Sumpfweihe zueinander eine Zusammenfassung in der gleichen Art nahe. Subfossile Knochenfunde von Weihen sind nur aus dem Holozän bekannt. Über die verwandtschaftliche Stellung der ausgestorbenen Waldweihe (C. dossenus) aus Hawaii und der ebenfalls ausgestorbenen Eyles-Weihe (C. teauteensis) aus Neuseeland ist nichts bekannt. Zumindest für die Eyles-Weihe wird jedoch eine nahe Verwandtschaft zur Sumpfweihe angenommen.